# Slacker (film)
Slacker är en amerikansk dramakomedifilm från 1990 skriven, producerad och regisserad av Richard Linklater. Linklater medverkar även som skådespelare i filmen. Filmen hade premiär den 21 april 1990 vid USA Film Festival och allmän premiär den 5 juli 1991 i USA. I Sverige hade den premiär den 17 september 1993.

## Medverkande i urval
- Richard Linklater
- Rudy Basquez
- Mark James
- Bob Boyd
- Terrence Kirk
- Stella Weir
- Teresa Taylor
- Mark Harris